# オイゲン・ヴァイトマン
オイゲン・ヴァイトマン（Eugen Weidmann, 1908年2月5日 - 1939年6月17日）は、ドイツ生まれの連続殺人者。フランス本国における史上最後の公開処刑で、ギロチンにかけられた。ベルベットの目をした殺人者と呼ばれていた。

## 生い立ち
1908年2月5日に、ドイツのフランクフルトに生まれる。子供の時より、盗癖があった。
20歳のとき、強盗罪で5年の刑に服し、ザールブリュッケンの刑務所に収監される。その刑務所で、後の連続強盗殺人の仲間であるロジェ・ミヨンとジャン・ブランと会う。

## 連続殺人
出所後、仲間のロジェ・ミヨンとジャン・ブランと共に、フランスに移り、フランスを訪れる富裕層の旅行者を監禁し金を奪うことを狙い、部屋を借りる。最初の犯行が行われるが、被害者男性はなんとか逃れる。
1937年7月に、22歳のニューヨーク在住の女性を殺して、奪った430ドルの旅行者用小切手を、ミヨンの情婦に現金化させ、300フラン得て山分けとなる。その女性のおばのところに500ドルを要求する脅迫状を出す。1937年9月1日、タクシー運転手を射殺し、車と現金2500フランを奪う。9月3日には、看護婦を射殺し、1400フランとダイヤモンドリングを奪った。10月16日、劇場支配人を射殺し、財布から5000フランを奪う。10月27日、不動産業者を射殺し、5000フランを手に入れる。12月8日、ヴァイトマンは逮捕される。逮捕の際、銃撃戦となった。

## 裁判・処刑
逮捕後、ヴァイトマンは、取調べに素直に応じ全て自供したとされる。1939年5月より、裁判が行われ、5月31日に、オイゲン・ヴァイトマンとロジェ・ミヨンに死刑判決が下る。ジャン・ブランは、20ヶ月の懲役の比較的軽い刑が下される。なお、ロジェ・ミヨンに下された死刑判決は、6月16日に終身刑に減刑される。
1939年6月17日の早朝、ベルサイユのサンピエール刑務所のすぐ外で、手足を縛られた状態で、死刑執行人ジュール・アンリ・デフォルノーと助手により、公開でギロチンによる処刑が行われた。これは、フランス最後の公開処刑である。処刑前後の刑場での多くの写真が残されているほか、処刑直前から処刑に至るまでの一連の20秒ほどの白黒動画が隠し撮りされ、インターネット上で見ることができる。